# Jakob Bölsche
Jakob Bölsche, auch Jacob Bölsche (* vor 1669; † 1684 in Braunschweig) war ein deutscher Komponist und Organist der norddeutschen Orgelschule.
Jakob Bölsche arbeitete bis 1669 Organist in Burgdorf bei Hannover, später in Braunschweig. Georg Dietrich Leyding war ab 1679 fünf Jahre lang sein Schüler. Nachdem Bölsche krank wurde, bot er dem in Lübeck weilenden Leyding an, seine Organistenstelle zu übernehmen, was dieser auch tat. Bölsche verstarb kurz darauf.
Zu den Nachkommen Bölsches zählen der Komponist Franz Bölsche und der Dirigent Egon Bölsche.

## Werk
Von Bölsche ist ein mit Praeambulum ex E Sig. Jacobus Bölsche Org. ad Bürgedorff 1683 pedaliter signiertes Orgelwerk überliefert, das von Riedel veröffentlicht wurde. Vermutlich bezieht sich das im Titel angegebene Datum auf das der Abschrift, die sich im Manuskript New Haven, E. B. 1688 findet. Bölsche komponierte das Werk wohl noch vor 1669.
Bölsches Praeludium ist zusammen mit einem Praeludium von Dieterich Buxtehude das einzige nachweisbare Orgelwerk der Zeit, das in der Tonart E-Dur steht. Das Stück beginnt mit einer Manualpassage, in deren aufsteigender Bewegung eine lydische Quarte (ais) auffällt. Dem 39 Takte langen, freien Eröffnungsteil schließt sich eine ähnlich lange, einfach gehaltene Fuge an.